# Bourniás
Bourniás är en bergstopp i Grekland.   Den ligger i prefekturen Nomós Sámou och regionen Nordegeiska öarna, i den östra delen av landet, 270 km öster om huvudstaden Aten. Toppen på Bourniás är 778 meter över havet, eller 388 meter över den omgivande terrängen. Bredden vid basen är 6,9 km. Bourniás ligger på ön Samos.
Terrängen runt Bourniás är kuperad åt nordost, men åt sydväst är den platt. Havet är nära Bourniás åt sydväst.Runt Bourniás är det ganska tätbefolkat, med 52 invånare per kvadratkilometer. Närmaste större samhälle är Néon Karlovásion, 17,3 km nordväst om Bourniás. 